# Нанисивик
Нанисивик (англ. Nanisivik, инуитск. ᓇᓂᓯᕕᒃ) — заброшенное поселение в регионе Кикиктани канадской территории Нунавут, расположенное в 20 километрах к востоку от Арктик-Бей. Нанисивик был построен в 1975 году как заводской посёлок при строящейся шахте по добыче свинцово-цинковой руды и переработке полезных ископаемых, которая проработала с 1976 по 2002 годы. В 3,7 километрах к северу от рудника расположен порт с доками, использовавшийся для отгрузки рудного концентрата и снабжения посёлка. В дальнейшем порт использовался как тренировочная база Канадской береговой охраны, а сейчас в нём ведутся строительные работы по реорганизации его в военно-морскую базу Канады.
В 15 километрах на юг расположен одноимённый аэропорт Нанисивика, который обслуживал не только посёлок с прилегающими территориями, но и Арктик-Бей, пока к 13 января 2011 года не был расширен их собственный аэропорт.

## История
Впервые рудное месторождение Нанисивика упоминается в 1911 году, после экспедиции Джозефа Бернье, исследовавшего Канадский Арктический архипелаг. Зимой 1910—1911 годов его баркентина «Арктик» зимовала в Арктик-Бей, в 20 километрах западнее Нанисивика, где и было обнаружено месторождение.
Первая попытка разработки, предпринятая частными добытчиками в 1937 году, была безуспешна. Геологические карты региона были составлены в 1956 году, в 1960-х годах, по результатам поисково-оценочных работ, была начата комплексная разведка. Строительство посёлка началось в 1975 году, а в 1976 году открылась шахта. Название Нанисивик c инуитского переводится как место, где люди находят вещи.
Нанисивикская и шахта Поларис, расположенная на острове Литл-Корнуоллис, являлись практически самыми северными в мире. В Нанисивике в основном добывался цинк, а свинец и серебро были побочными продуктами. Добыча проводилась круглый год, зимой происходило накопление руды, а летом (с июля по ноябрь) отгрузка. Ежегодная добыча составляла 125 000 тонн руды, которая продавалась европейским заводам через Бельгию.

## Военно-морская база
8 августа 2007 года CBC News сообщили, что Канадские вооружённые силы планируют в Нанисивике создание военно-морской базы. Стоимость реорганизации порта бывшего рудника в глубоководный военный порт оценивалась в 60 миллионов $. Ожидалось, что сообщение об этом сделает премьер-министром Канады Стивеном Харпером во время посещения Резольюта.
10 августа 2007 года Харпер объявил о начале строительства новых зданий доков и станции дозаправки для судов Канадской береговой охраны, в целях обеспечения их присутствия в Северном Ледовитом океане в судоходный период (с июня по октябрь). Основными причинами выбора Нанисивика назывались его местоположение (в восточном входе в Северо-Западный проход), наличие практически готовых доков и аэропорта.
Детальное планирование проекта началось в августе 2007 года, через год были проведены экологические исследования и оценки. Предполагалось, что строительство начнётся летом 2010 года, к 2012 году будет доступна начальная эксплуатация, а к 2015 году база будет полностью завершена.
Первоначально план включал строительство взлетно-посадочной полосы и комплектацию обслуживающим персоналом. Но в результате отставания от графика, в 2012 году правительство начало отказываться от планов по преобразованию, ссылаясь на дороговизну строительства на Крайнем Севере.
План был отменен после того, как было обнаружено, что бюджет проекта в размере 116 миллионов долларов увеличился более чем вдвое до 258 миллионов долларов в 2013 году.
В итоге, практические работы на объекте были начаты лишь в 2015 году и должны были завершится в 2018 году, одновременно с передачей Королевскому флоту Канады первого из восьми патрульного корабля ледового класса.
Однако, 31 июля, после принятия Министерством национальной обороны первого корабля, пресс-секретарь военного ведомства Джессика Ламиранде заявила, что объект не будет готов вплоть до 2022 года. Причиной очередного продления сроков реализации проекта она назвала сложную обстановку с распространением пандемии коронавируса COVID-19 и экологические проблемы, которые могут возникнуть в результате строительства нового глубоководного порта военного назначения. 